# Albatros D.II
L'Albatros D.II est un biplan de chasse monoplace de la Première Guerre mondiale.
Cet aéronef extrêmement solide et agile fut, avec le Fokker D.II, l'une des raisons pour lesquelles les Alliés perdirent leur supériorité aérienne sur le front occidental début 1917.

## Développement
L’Idflieg reprochant au D.I son manque de visibilité vers l’avant, le plan supérieur fut abaissé de 36 cm. D’autres modifications de détail furent apportées au monoplace, dont une série de 100 exemplaires furent commandés en août 1916, tandis que des dispositions étaient prises en vue d’une production sous licence par LVG. Vingt-huit D.II arrivèrent au front en novembre 1916, 217 appareils avaient été produits en janvier 1917.

## Production
Portant la désignation constructeur L.17, 200 Albatros D.II ont été produits par Albatros Werke AG, et 75 sous licence par LVG. En Autriche Oeffag (Oesterreichische Flugzeugfabrik AG) a produit 16 D.II avec un moteur Austro-Daimler de 185 ch pour les K.u.K. Luftfahrttruppen dans la série [53-xx], avant d'abandonner cet appareil pour l'D.III. L’Oeffag D.II se distinguait en outre par un accroissement des cordes de 10 cm et des modifications du fuselage.

## Dérivés
- Albatros D.IV : Destinés aux essais en vol du moteur Mercedes D III équipé d’un réducteur ramenant à 900 tr/min la vitesse de rotation de l’hélice alors que le vilebrequin tournait à 1 400 tr/min, trois prototypes D.II à cellule grandie furent commandés en novembre 1916, mais un seul terminé et essayé en vol avec des hélices bi, tri ou quadripales. Souffrant de vibrations dans toutes les configurations, ce chasseur fut abandonné en avril 1918.
- Albatros H.1 : après le traité de Versailles, l'Allemagne dut détruire ses avions. Avec la permission des Alliés, un seul exemplaire du D.IV fut conservé pour réaliser des recherches liées à l'aviation civile. En 1926, fut construit un avion de recherche en haute altitude, sur le modèle du D.IV. Baptisé Albatros H.1, il ne vola pas, en raison d'une faiblesse structurelle au niveau des ailes, constatée lors d'essais au sol. Le projet a été abandonné. L'exemplaire, en mauvais état a été retrouvé en 1945 et en partie restauré pour intégrer le musée de l'aviation de Cracovie[1].

## Utilisateurs
- Allemagne: Arrivé au front en novembre 1916, le D.II a constitué l'équipement initial de la Jasta 2. Remplacé peu à peu à partir du printemps 1917 par l'Albatros D.III, il resta en service au front jusque fin 1917 et on comptait 72 Albatros D.II en première ligne sur le front de l'ouest en juin 1917.
- Autriche-Hongrie K.u.K. Luftfahrttruppen
- Turquie

### Développement lié
- Albatros D.I

### Aéronefs comparables
- Nieuport 11